# Глубокое (озеро, Кемский район)
Глубокое — озеро на территории Куземского сельского поселения Кемского района Республики Карелии.

## Общие сведения
Площадь озера — 6,2 км², площадь водосборного бассейна — 193 км². Располагается на высоте 94,1 метров над уровнем моря.
Форма озера лопастная. Берега сильно изрезанные, каменисто-песчаные, местами заболоченные.
Через озеро протекает Кадиречка, впадающая в реку Поньгома.
В озере расположены семь островов различной площади.
Населённые пункты и автодороги возле озера отсутствуют. Ближайший — посёлок Кривой Порог — расположен в 22 км к югу от озера. Вдоль северного берега проходит лесовозная дорога, ответвляющаяся от трассы Р21 («Кола»).
Код объекта в государственном водном реестре — 02020000711102000003870.